# Parodontax
Parodontax is een merk van tandverzorgingsproducten van het Britse farmaceutische concern GlaxoSmithKline gevestigd in Ierland. Het werd in 1937 ontwikkeld door de Duitse tandarts dr. Focke. De hoofdingrediënten van de tandpasta zijn natriumwaterstofcarbonaat en natriumfluoride. Parodontax maakt ook tandenborstels en mondwaters.

Parodontax logo

## Belangrijkste bestanddelen
De beloofde werking van Parodontax was onder andere gebaseerd op kruiden. Deze zijn:
- Mirre: dit zou het tandvlees versterken;
- Chamomilla: heeft een verzachtende werking;
- Salvia: tegen stinkende adem;
- Mineraalzout: neutraliserend;
- Fluoride: tegen tandbederf (niet in de originele Parodontax in de blauwe tube);
- Echinacea: om de weerstand te verhogen;
- Mentha: kan bacteriën doden;
- Rhatania: werkt samentrekkend.

Sinds eind 2020 is er een nieuwe receptuur geïntroduceerd en zijn deze kruiden niet meer op de ingrediëntendeclaratie terug te vinden. De kruiden zijn vervangen door een aroma. De 'unieke smaak' waarmee Parodontax reclame maakte is hierdoor verdwenen; de hoge prijs echter niet.

## Wetenschappelijk bewijs
Studies uit de jaren 90 toonden aan dat Paradontax met het toenmalige recept een remmend effect had op bacteriën. Het gebruik ervan ging ook bloedend tandvlees tegen.